# 滿園庄太郎
滿園庄太郎（日语：／ Mitsuzono Shotaro，1970年6月17日—）是一位日本貝斯手。愛知縣犬山市出身。哥哥是滿園英二。

## 人物
高校時代具有樂團歷，於升入大正大學時搬到東京。文学部哲學科在學中，與吉他手山本恭司一同於1989年結成WILD FLAG出道。之後，發展到了BOW WOW，但於1997年停止樂團活動。
此後，隸屬於各式各樣的樂團，與吉他手橋本じゅん和身為鼓手的哥哥滿園英二（黑夢支援鼓手，後來作為成員加入SADS）共同結成EXCITE 3。
1998年，作為B'z主唱稻葉浩志個人活動作品「遠くまで」的電視出演支援樂手後，自1999年起參與B'z的唱片錄製及作為LIVE-GYM支援樂手活動將近3年。
2001年，與松尾成大、黑瀨蛙一共同結成THE SUN HEADS。
2002年，因松尾成大退出，迎接繼任成員及崎森平，結成flower。在發售了1張迷你專輯後，樂團改稱為「flow-war」，並發行了3張單曲與1張專輯，並於2004年停止活動。
2005年，與望月英莉加、大島康祐結成大滿月（大満月）樂團。

## 參與錄製作品
- 石井卓（Jeepta）「スモーク・オン・ザ・ウォーター（日语：スモーク・オン・ザ・ウォーター）（原曲：ディープ・パープル）」
- Ko-saku「愛シイ宝モノ」
- 濱田麻里（日语：浜田麻里）「Stay Gold（日语：Aestetica）」
- B'z「ONE」『Brotherhood』『ELEVEN』『B'z The "Mixture"』「You pray, I stay」
- BREAKERZ『BREAKERZ』『CRASH & BUILD（日语：CRASH & BUILD）』『アオノミライ（日语：アオノミライ）』
- 西城秀樹『西城秀樹ROCKトリビュート（日语：西城秀樹ROCKトリビュート）』FUMIHIKO KITSUTAKA'S"LOLA"「傷だらけのローラ（日语：傷だらけのローラ）」
- 高梨康治「光之美少女系列原聲音樂」等

## 關連項目
- Being

## 腳註
1. 1 2  . Showtaro Mitsuzono official web site.   [2020-04-28]. （原始内容存档于2021-01-27）.
2. 1 2 3 4  . Being Music Creators.   [2020-04-28]. （原始内容存档于2020-02-18）.

## 外部連結
- 滿園庄太郎official site （页面存档备份，存于）
- Being Music Creators／滿園庄太郎 （页面存档备份，存于）